# Julianne Nicholson
Julianne Nicholson (Medford, 1º luglio 1971) è un'attrice ed ex modella statunitense.

## Biografia
Dopo gli inizi come modella a New York e a Parigi, ha iniziato la carriera di attrice, svolta principalmente in ambito televisivo: è stata protagonista sia della serie televisiva The Others (2000), Ally McBeal (2001), di Conviction (2006), entrambe trasmesse per 13 episodi e per una sola stagione. Ha svolto anche molti lavori come caratterista, tra i quali si segnalano 24 episodi di Law & Order: Criminal Intent (nel ruolo di Megan Wheeler) e la partecipazione alla miniserie televisiva La tempesta del secolo (1999).
Al cinema è stata candidata all'Independent Spirit Award per la miglior attrice non protagonista nel 2003 per il film Tully di Hilary Birmingham e ha svolto diversi ruoli in commedie romantiche. Nel ruolo di Esther Randolph ha partecipato alla seconda stagione di Boardwalk Empire - L'impero del crimine (2011).
Nel 2017 fa parte del film Tonya, al fianco di Margot Robbie, Allison Janney e Sebastian Stan. Nel 2021 ottiene il plauso della critica per la sua interpretazione nella miniserie Omicidio a Easttown e si aggiudica il Premio Emmy come miglior attrice non protagonista in una miniserie o film per la televisione. 

## Filmografia parziale

### Cinema
- La voce dell'amore (One True Thing), regia di Carl Franklin (1998)
- Amori e ripicche (Curtain Call), regia di Peter Yates (1998)
- La lettera d'amore (The Love Letter), regia di Peter Ho-sun Chan (1999)
- Tully, regia di Hilary Birmingham (2002)
- Tutte le ex del mio ragazzo (Little Black Book), regia di Nick Hurran (2004)
- Kinsey, regia di Bill Condon (2004)
- Seeing Other People (2004)
- Flannel Pajamas, regia di Jeff Lipsky (2006)
- Two Weeks, regia di Steve Stockman (2006)
- Brief Interviews with Hideous Men , regia di John Krasinski (2009)
- Keep the Lights On, regia di Ira Sachs (2012)
- I segreti di Osage County (August: Osage County), regia di John Wells (2013)
- Black Mass - L'ultimo gangster (Black Mass), regia di Scott Cooper (2015)
- Ten Thousand Saints, regia di Shari Springer Berman e Robert Pulcini (2015)
- La scelta (Novitiate), regia di Maggie Betts (2017)
- Tonya (I, Tonya), regia di Craig Gillespie (2017)
- Togo - Una grande amicizia (Togo), regia di Ericson Core (2019)
- Monos - Un gioco da ragazzi (Monos), regia di Alejandro Landes (2019)
- Blonde, regia di Andrew Dominik (2022)
- Weird - La storia di Al Yankovic (Weird: The Al Yankovic Story), regia di Eric Appel (2022)
- Dream Scenario - Hai mai sognato quest'uomo? (Dream Scenario), regia di Kristoffer Borgli (2023)
- Janet Planet, regia di Annie Baker (2023)
- Operazione vendetta (The Amateur), regia di James Hawes (2025)

### Televisione
- La tempesta del secolo (Storm of the Century), regia di Craig R. Baxley – miniserie TV (1999)
- The Others – serie TV, 13 episodi (2000)
- Law & Order - I due volti della giustizia (Law & Order) – serie TV, episodio 11x20 (2001)
- Ally McBeal – serie TV, 13 episodi (2001-2002)
- E.R. - Medici in prima linea (ER) – serie TV, 2 episodi (2004)
- Conviction – serie TV, 13 episodi (2006)
- Law & Order: Criminal Intent – serie TV, 24 episodi (2006-2009)
- Boardwalk Empire - L'impero del crimine (Boardwalk Empire) – serie TV, 6 episodi (2011)
- The Good Wife - serie TV, 3 episodi (2011-2012)
- Masters of Sex – serie TV, 12 episodi (2013-2014)
- The Red Road – serie TV, 12 episodi (2014-2015)
- Eyewitness – serie TV, 10 episodi (2016)
- Law & Order True Crime – serie TV, 8 episodi (2017)
- The Outsider – miniserie TV, 9 puntate (2020)
- Omicidio a Easttown (Mare of Easttown) – miniserie TV, 7 puntate (2021)
- Winning Time - L'ascesa della dinastia dei Lakers (Winning Time: The Rise of the Lakers Dynasty) – serie TV, 7 episodi (2022)
- Paradise – serie TV (2025)

## Doppiatrici italiane
Nelle versioni in italiano delle opere in cui ha recitato, Julianne Nicholson è stata doppiata da:
- Chiara Colizzi in La tempesta del secolo, Boardwalk Empire - L'impero del Crimine, Black Mass - L'ultimo gangster, Tonya, Togo - Una grande amicizia, Winning Time - L'ascesa della dinastia dei Lakers, Blonde, Dream Scenario - Hai mai sognato quest'uomo?, Paradise, Operazione vendetta
- Rossella Acerbo in Tutte le ex del mio ragazzo, The Outsider
- Cristiana Lionello in The Others
- Angela Brusa in Law & Order: Criminal Intent
- Debora Magnaghi in Ally McBeal
- Francesca Manicone in I Segreti di Osage County
- Barbara De Bortoli in La lettera d'amore
- Irene Di Valmo in The Good Wife
- Alessandra Cassioli in Masters of Sex
- Francesca Fiorentini in The Red Road
- Deborah Ciccorelli in Convinction
- Roberta Greganti in Law & Order True Crime
- Flaminia Fegarotti in Monos - Un gioco da ragazzi
- Laura Romano in Omicidio a Easttown